# 과불화옥탄술폰산
과불화옥탄술폰산(Perfluorooctanesulfonic acid, PFOS)은 플루오린화 설폰산계 화합물(fluorosurfactant)의 종류 중 하나로 유기 오염 물질이다. 2009년 9월 잔류성 유기 오염 물질에 관한 스톡홀름 협약에서 B군(규제 필요) 목록에 등재되었다. 지속적으로 노출될 시 만성 신부전의 위험이 있다.